# Ahrhütte
Ahrhütte is een plaats in de Duitse gemeente Blankenheim (Ahr), deelstaat Noordrijn-Westfalen, en telt 269 inwoners.